# X Coronae Borealis
X Coronae Borealis är en pulserande variabel av Mira Ceti-typ i stjärnbilden Norra kronan. 
Stjärnan har magnitud +8,5 och når i förmörkelsefasen ner till +14,2 med en period på 241,17 dygn. 